# Grizedale Forest
Koordinaten: 54° 20′ N, 3° 1′ W
Grizedale Forest ist ein etwa 24 km² großes Waldgebiet im nordenglischen Nationalpark Lake District. Es liegt zwischen den Seen Coniston Water und Windermere südlich der Ortschaft Hawkshead.
Der Name „Grizedale“ leitet sich ab vom altnordischen griss und dalr, das übertragen „Wildschweintal“ bedeutet.
Im Gebiet des Grizedale Forest finden sich im Gegensatz zum restlichen Lake District lediglich niedrigere Hügel und kleinere Seen (Tarn). Er wird von der Forestry Commission verwaltet und ist ein beliebtes Ausflugsziel des Lake Districts. Das Besucherzentrum des Nationalparks befindet sich am Standort des 1957 abgebrochenen Herrenhauses Grizedale Hall. Neben markierten Wanderwegen und Mountainbike-Routen sowie einem Seilgarten gibt es eine Jugendherberge, ein College der Universität Lancaster und ein Informationszentrum für Besucher. Der höchste Punkt ist der 314 m hohe Carron Crag.
Im Wald verteilt finden sich etwa 90 Skulpturen aus in der Regel natürlichen Materialien wie Holz oder Stein. Sie sind das Ergebnis eines Kunstprojektes der Grizedale Arts Society, die seit 1977 zeitgenössische englische Künstler wie David Nash, Sally Matthews und Andy Goldsworthy fördert. Einige ihrer Werke sind auch im Grizedale Forest zu sehen.

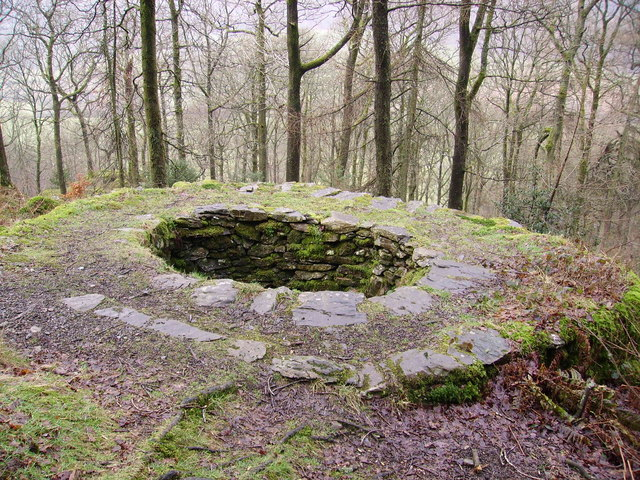
Dry Stone Hole Skulptur
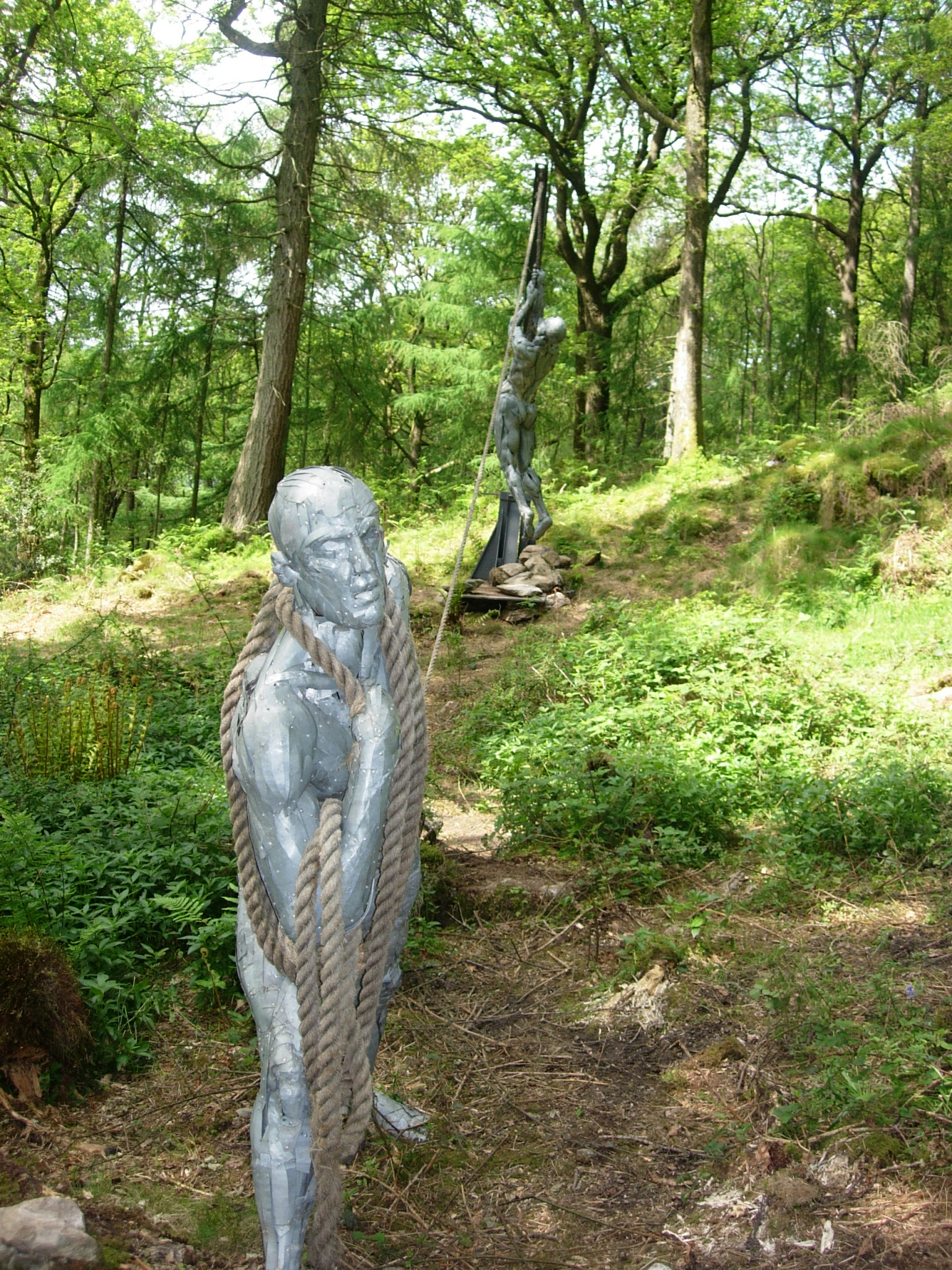
Mea Culpa von Robert Bryce
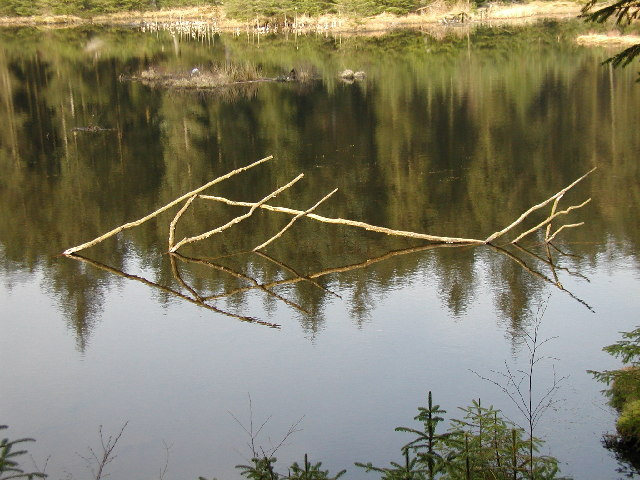
Only one Fish left, von Karl Ciesluk
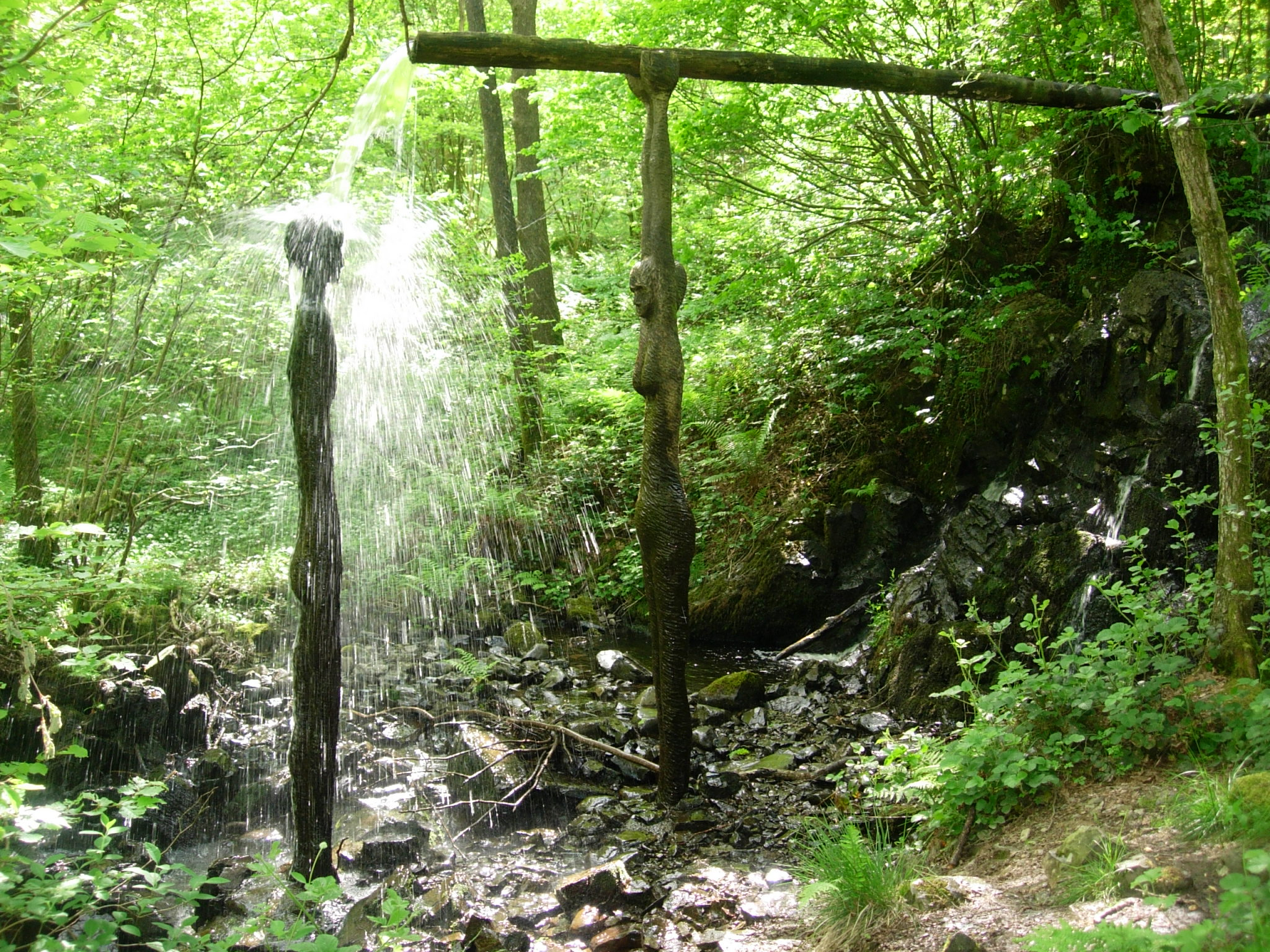
Lady of the Water